# Буккросинг

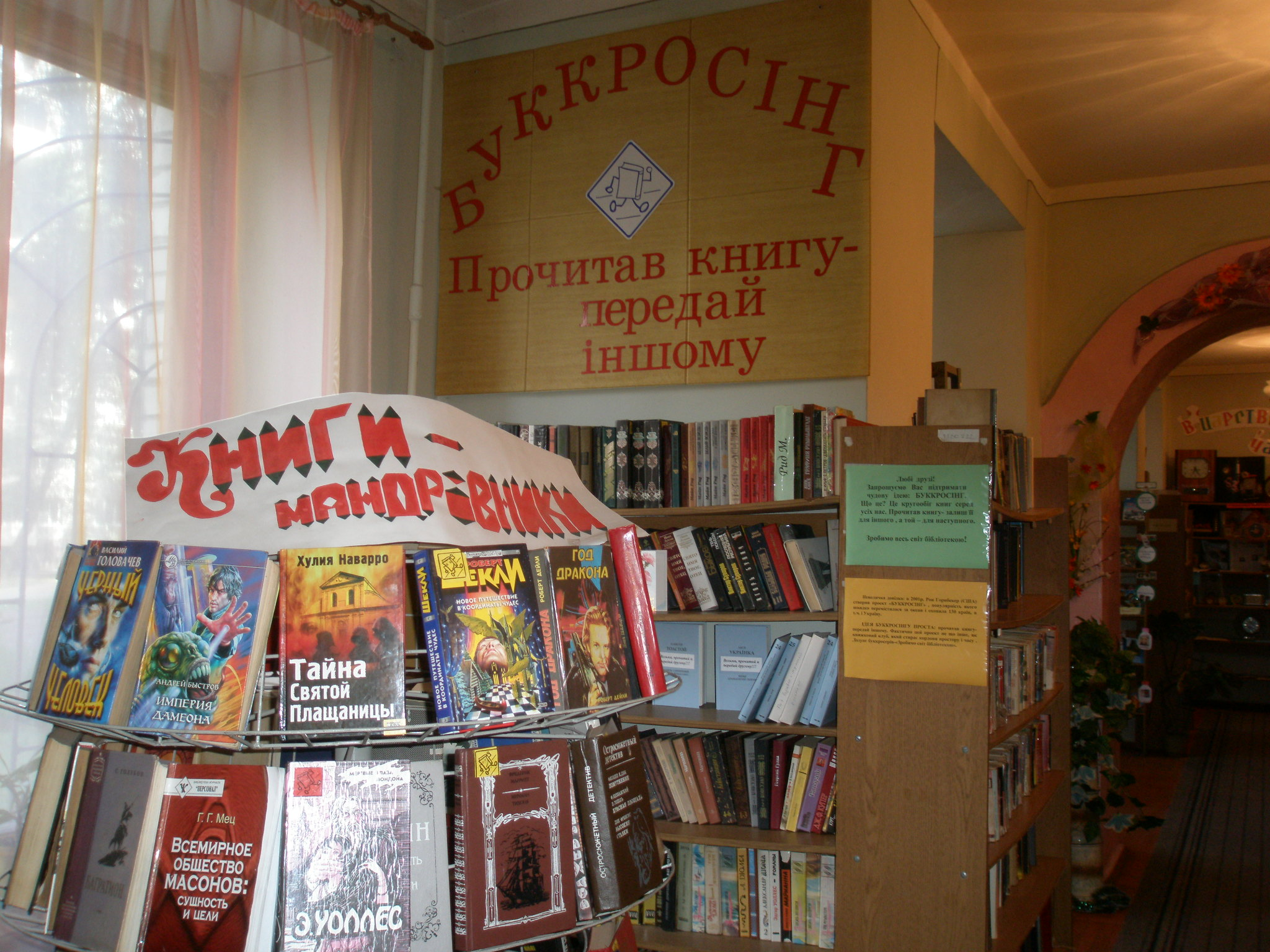
Буккросинг: безпечна поличка для обміну книг між буккросерами.

Буккро́синг, світова бібліотека[відсутнє в джерелі] (англ. bookcrossing, [bʊkˈkrɒsɪŋ] — «перехід книжок») — хобі та громадський рух, що діє за принципом соціальних мереж. Буккросинг — це процес звільнення книг. Людина, прочитавши книгу, залишає («звільняє») її у громадському місці (парк, кафе, поїзд, станція метро), для того, щоб інша, випадкова, людина могла цю книгу знайти та прочитати; та у свою чергу повинна повторити процес. Спостереження за «подорожжю» книги здійснюється через спеціальні сайти в Інтернеті. Аналогія — орнітологічна практика окільцьовування птахів, щоб відстежити їх переміщення. В українському перекладі, рух буде мати назву книгообіг[джерело?].
Просто обмін книгами без реєстрації книг на спеціальному сайті — не вважається буккросингом.

## Історія

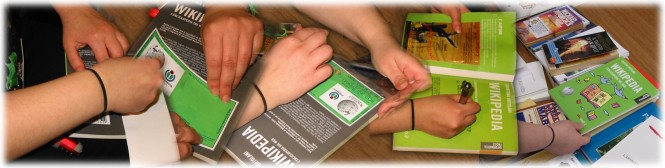
Етапи маркування та випуск книги у, 2008 рік.

Ідею буккросингу запропонував спеціаліст з інтернет-технологій Рон Гонбекер (Ron Hornbaker) у травні 2002 року. Для початку він залишив 20 книг з пояснювальними написами в холі свого готелю. Через півроку на його сайті було близько 300 активних користувачів, які «відпускали» книги і приводили нових учасників. У квітні 2003 року сайт налічував 113 тисяч учасників, і 2004 року Короткий словник Оксфорда вже містив слово «буккросинг». Того самого року буккросинг зобразили як частину сюжетної лінії в австралійській мильній опері «Сусіди». Тоді ж буккросинг добре стартував у Хорватії також, завдяки Велимиру Шуберту. Станом на 23 липня 2010 року, Bookcrossing.com мав більш, ніж 871 000 учасників з понад 6 427 000 зареєстрованих книг. У березні 2012 кількість учасників перевищила 1 000 000, а кількість зареєстрованих книг — 8 500 000. На травень 2013 року було зареєстровано 1 855 000 учасників і 9 710 000 книг. [Архівовано 8 листопада 2019 у Wayback Machine.] На листопад 2014 року, на міжнародному сайті зареєстровано більш як 13 мільйонів книг.
У липні 2007 року Сінгапур став першою офіційною буккросинговою країною у світі. Ініціативу запустили спільно з Національною бібліотекою Сінгапуру, і 2000 місць по всій країні були призначені «гарячими точками», як офіційні зони буккросингу. 2008 року буккросинг впровадили в Абу-Дабі, як частину спільної діяльності з керівництвом Абу-Дабі з культури та спадщини. 2010 року буккросингові зони відкрито в Сербії. 2014, вуличні публічні буккроссингові безпечні полиці нарешті з'явилися і в Україні, у містах Львів, Київ, Хмельницький, Херсон.

## Поширення буккросингу

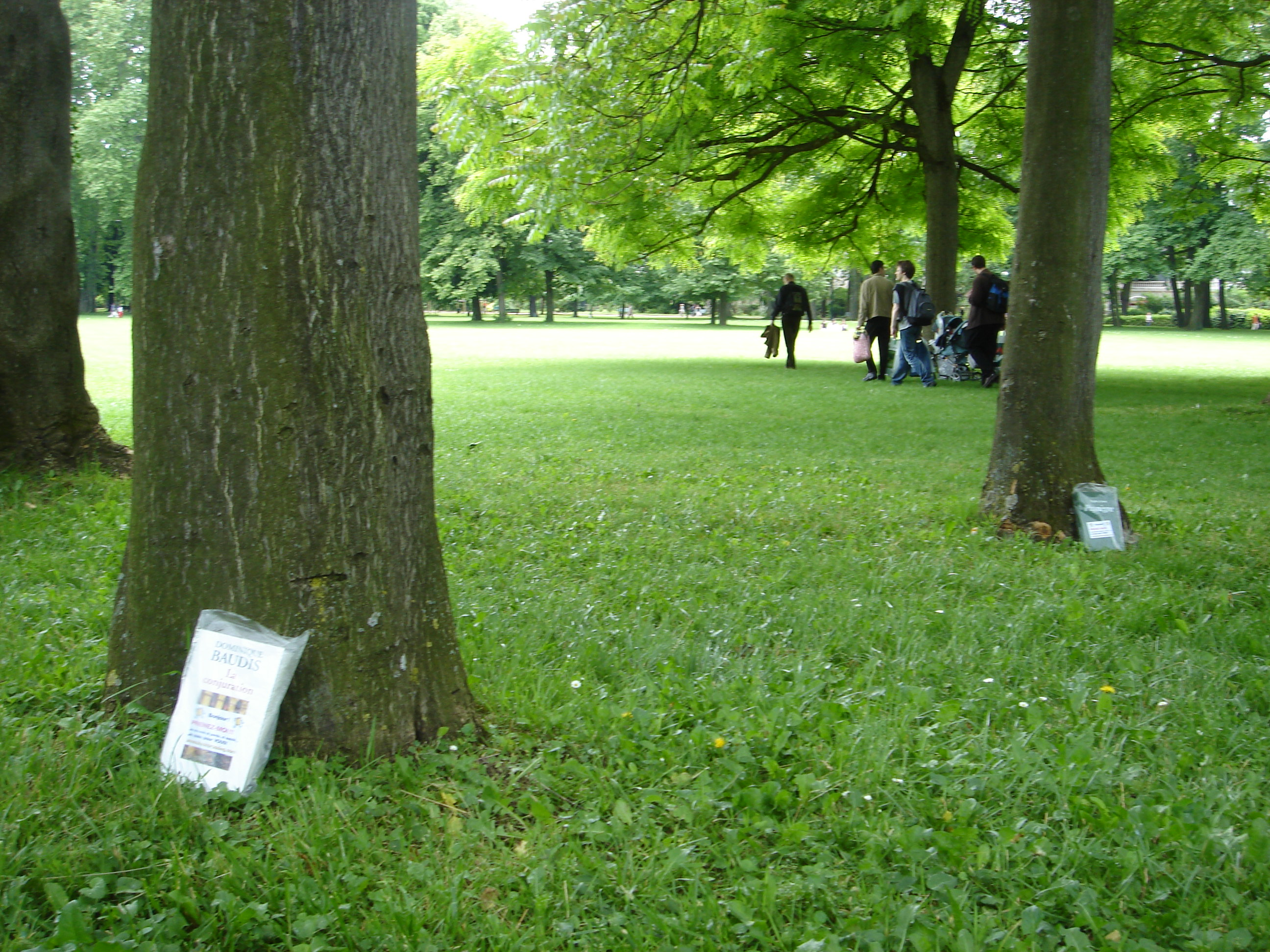
Книга у дерева чекає на нового читача.

Найбільшу популярність буккроссинг завоював в Італії. В італійському буккроссингу, який називають по-італійськи PassaLibro, беруть участь навіть серйозні організації. Наприклад, адміністрація Флоренції подарувала руху 4000 книг, які були поширені по ринках міста й будинку мерії.
Вагомим фактором поширення буккросингу в Італії стала радіопередача Fahrenheit на третьому каналі державного радіомовлення Radio Tre. Одна радіослухачка розповіла про буккроссинг, журналістам ідея сподобалася, і ось в Мантуї, з нагоди Фестивалю літератури, вперше «звільняються» кілька примірників книги «451° за Фаренгейтом» Рея Бредбері! Ініціативу підтримали читачі, і «забуті» книги стали з'являтися по всій Італії.
Як і в Америці, в книгу вкладають листок з телефонами, адресою електронної пошти та адресою сайту радіопередачі. А також з поясненнями умов «гри». По радіо оголошують про нові «забуті» книги (деякі слухачі вирушають у вказане місце аби їх відшукати) і, звичайно, про знайдені. Простий, здавалося б, вчинок — забути книгу де-небудь на вулиці чи у громадському місці. Але яку бурю емоцій він може викликати! Про це розповідають радіослухачі. І про те, що відчувають, коли раптом випадково знаходять спеціально «забуту» книгу.
Буккросинг потрапив до Франції з Італії, а головний винуватець — Дженнаро Капуано, директор флорентійського книжкового магазину Leggere per due, що має філію у Парижі. «Офіційно» операція стартувала у березні 2003 в Салоні книги у Парижі, там було «розсіяно» 2000 книг. В основному вони з'явилися завдяки підтримці муніципалітету Флоренції, але й французькі видавничі кола виявили зацікавленість. Наприклад, Жан-Марк Брессон, комерційний аташе одного з найулюбленіших французькими читачами видавництва Акт Сюд (Actes Sud), говорить, що він просто-таки «схопився за цю ідею». На його думку, акція Passe-Livre ніяк не може зашкодити книготоргівлі, навпаки, комусь вона допоможе дізнатися або згадати, яку насолоду дає читання, а там, можливо, і у книжковий магазин приведе. У всякому разі, Акт Сюд готове знову поповнити фонд Passe-Livre своїми виданнями.

## Технологія

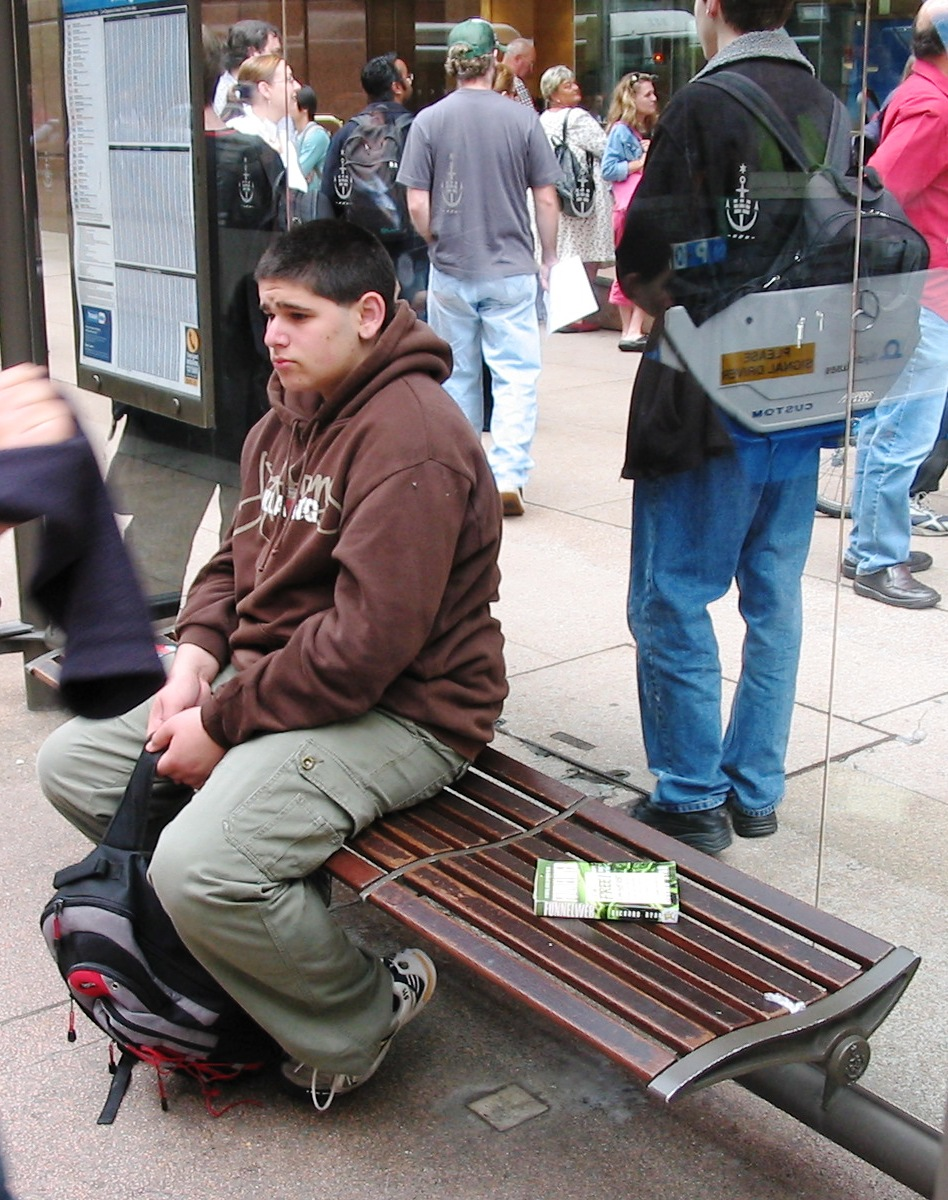
Приклад типового «звільнення» книги у громадському місті.

Член руху буккросингу (буккросер) реєструється на спеціальному сайті (міжнародний, український). Потім він реєструє книги, що готується відпустити, створюючи таким чином свою «книжкову полицю». При реєстрації кожна книга отримує унікальний код книги (англ. BCID — BookCrossing ID, а в українському варіанті КН). Буккроссер «звільняє» книгу на сайті (тобто робить запис, де, коли (буде) звільнена книга), і «звільняє» її в реалі. Людина, що знайшла («піймала») таку книгу, увійшовши на сайт і, ввівши код книги, потрапляє в журнал книги, робить там запис і також після читання відпускає книгу, про що повідомляється буккроссер, що відпустив цю книгу. Таким чином, деякі книги вже пройшли через сотні читачів.
Просто обмін книгами з рук у руки або в якихось місцях без реєстрації на спеціальному сайті — не вважається буккроссингом, оскільки втрачається ланка зв'язку, через що перша відпущена книга відправляється у свою першу й останню подорож, відповідно.

### Різновиди буккроссингу
- «Класичний» (технологія описана вище);
- за допомогою безпечних місць (полиць, шаф);
- букрей (англ. bookray) — пересилання книги поштою, по ланцюжку, від одного учасника до наступного, часто перетинаючи кордони країн та континентів. Книга не повертається до буккроссера, що відпустив її.
- букрінг (англ. bookring) — єдина відмінність від букрея — книга висилається назад власникові, що відпустив її, тобто утворюється коло (ring).

## Буккроссинг в Україні
Буккросинг в Україні розвинений помірно. Полички буккросингу є у Києві, Харкові, Миколаєві, Луцьку, Львові, Хмельницькому, Дніпрі, Кривому Розі, Одесі, Івано-Франківську, Тернополі, Рівному, Херсоні, Грушках (Житомирська обл.) та в багатьох менших містах. Активну участь беруть такі міста, як: Київ, Львів, Харків, Дніпро та Івано-Франківськ. У 2021 році буккросинг запустили і в Чернівцях. В останні роки, буккроссинг почав поширюватися на містечка та навіть села.
З українським буккросингом співпрацюють багато книгарень, кафе, клубів, бібліотек. Вони відкривають «безпечні полиці», або «зони буккросингу», тобто місця, де книги залишаються у відносній безпеці і не потраплять до рук двірника, поліції або недобросовісних «любителів книг», які привласнюють відпущені книги. Станом на кінець 2014 року на сайті українського буккроссингу було зареєстровано більш ніж 3000 книг та понад 1000 буккроссерів з усієї України.

### Telegram-сервіс для буккросингу
Telegram-сервіс Bookcrossing [Архівовано 23 червня 2019 у Wayback Machine.] — перший сервіс для буккросингу у месенджері створений 20 січня 2018 року.
Інформація
Сервіс складається з канала-каталога та бота для прийому книжок.

## Суперечки, скандали та критика
У 2003 році буккросинг розкритикувала Джесіка Адамс, автор кількох «чік-літ» новел (жіночий міський роман, який зазвичай розповідає про жінок, що прагнуть домогтися успіху в професійній сфері та у взаєминах із чоловіками), яка стверджувала, що книги були «знецінені» на вебсайті, та те, що буккросинг може призвести до зниження продажів книг і, отже, зниженню роялті, які виплачуються авторам. Однак більшість буккроссерів заперечують цей аргумент. Вони стверджують, що вебсайт знайомить читачів з авторами і жанрами, які вони не читали раніше, що вебсайт закликає якомога більше людей зробити або повернути читання як хобі в принципі, і що деякі учасники, прочитавши книгу і отримавши від неї задоволення, придбають додаткові копії для розміщення через буккросинг.
У березні 2005 року Керолайн Мартін, директор видавництва Harper Press, сказала у своєму виступі, що «книговидання в цілому має свою власну потенційну Napster-кризу через зростання практики буккросингу». Буккроссери спростували посилання на Napster, заявивши, що в той час, як файлообмін музикою включає в себе дублювання звукових файлів незліченну кількість разів, буккросинг не передбачає дублювання книги (а також не пов'язаний з порушенням авторських прав, оскільки книги можуть бути продані або віддані вільно без дозволу видавця на це). Засновник буккросингу, Рон Хорнбакер, спочатку здивувався, що люди зробили таке порівняння коли BookCrossing.com вперше запустили.

### Проблема автономізації буккроссингу
Існує проблема мовних відгалужень і окремих сайтів буккросингу, відокремлених від першого і міжнародного, які призводять до занепаду буккросингу або домінування одних сайтів над іншими. Наприклад, в Україні до того, як влада країни заблокувала доступ до соціальної мережі ВКонтакте, були популярні спільноти буккросингу в цій соцмережі. Спілкування на таких ресурсах велося переважно російською мовою, учасники спільноти воліли реєструвати книги на російському сайті руху bookcrossing.ru, який втім позиціонується як сайт для буккроссеров з країн колишнього СРСР, а також для всіх російськомовних людей у світі. Крім цього, на Україні неодноразово були спроби створити свій сайт буккросингу, але станом на грудень 2021 жоден з них не працює, Див. наприклад https://bookcrossing-ua.at.ua/

### Проблеми в Україні
За твердженнями деяких лідерів буккроссингу, головною проблемою буккроссингу в Україні є самі так звані буккроссери (більшість з яких, такими не є), більшість з яких не дотримується правил буккроссингу і через це не відбувається якісного розвитку руху. Книги не реєструються, наліпки (ексілібри) — не клеяться. А людина, яка знаходить книгу — не отримує через це бодай якоїсь інформації, і тому книга знову кладеться на поличку, але вже нового власника, який її ніколи не відпустить, замість того, щоб продовжити свою подорож. На цьому подорож книги і закінчується. Деякі вважають, що розуміння принципів буккроссингу тими, хто ним намагається займатися — головний чинник, який впливає на успіх чи занепад руху. Адже буккроссинг — це книгообіг у суспільстві.

## Нагороди
У травні 2005 року сайт BookCrossing.com завоював дві премії народного голосування в Webby Awards, як найкращий вебсайт спільноти й найкращий соціальний/мережевий вебсайт. Буккроссинг був також представлений проектом радіо ВВС, як 84 буккросингові дороги, в якому брали участь 84 копії книги Еллен Ханф на 84 Чарінг-Кросс-Роуд (вулиця в центральній частині Лондона, відома книгарнями) по всьому світу. Тім Хефер і Алан Халам створили програму «Падіння дерев'яного виробництва». ЇЇ було номіновано на премію Sony Radio Academy Award 2006 року.

## Галерея

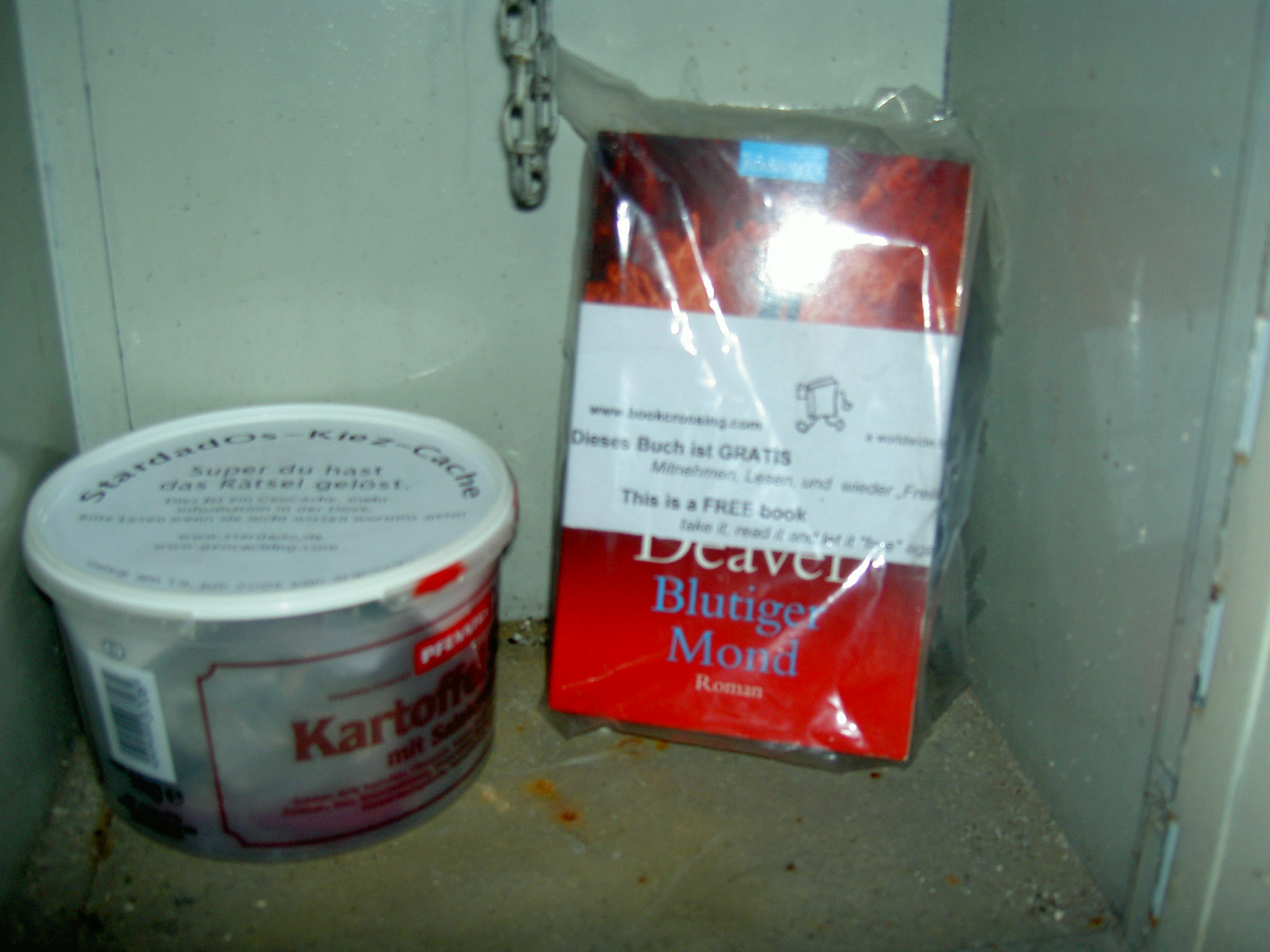
Буккроссинг та GPS-полювання на скарби.
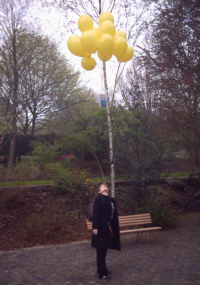
Книги відпускають за допомогою повітряних куль на поїздці в Бохумі на ювілейній зустрічі у 2005 році.
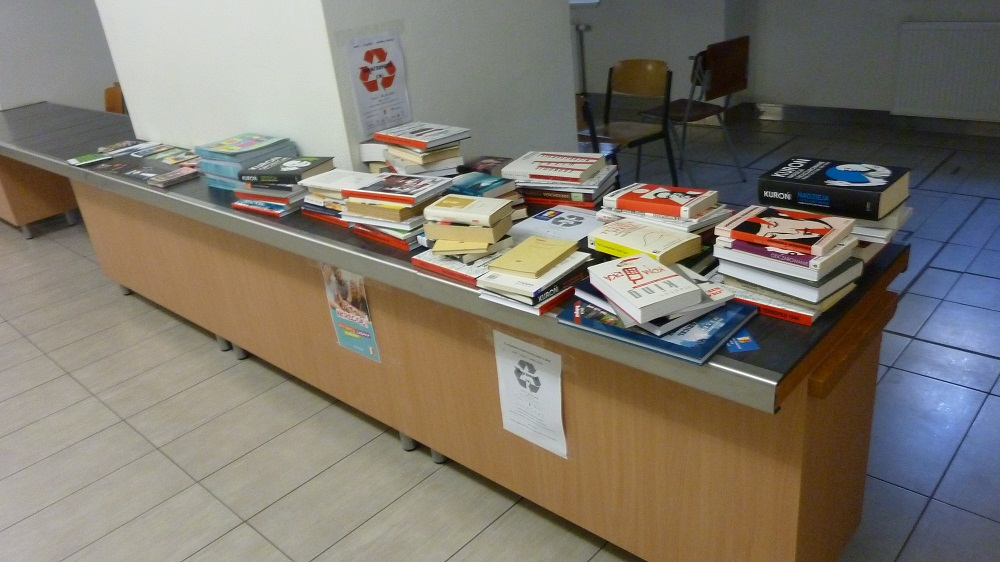
Буккроссинг в Польщі.
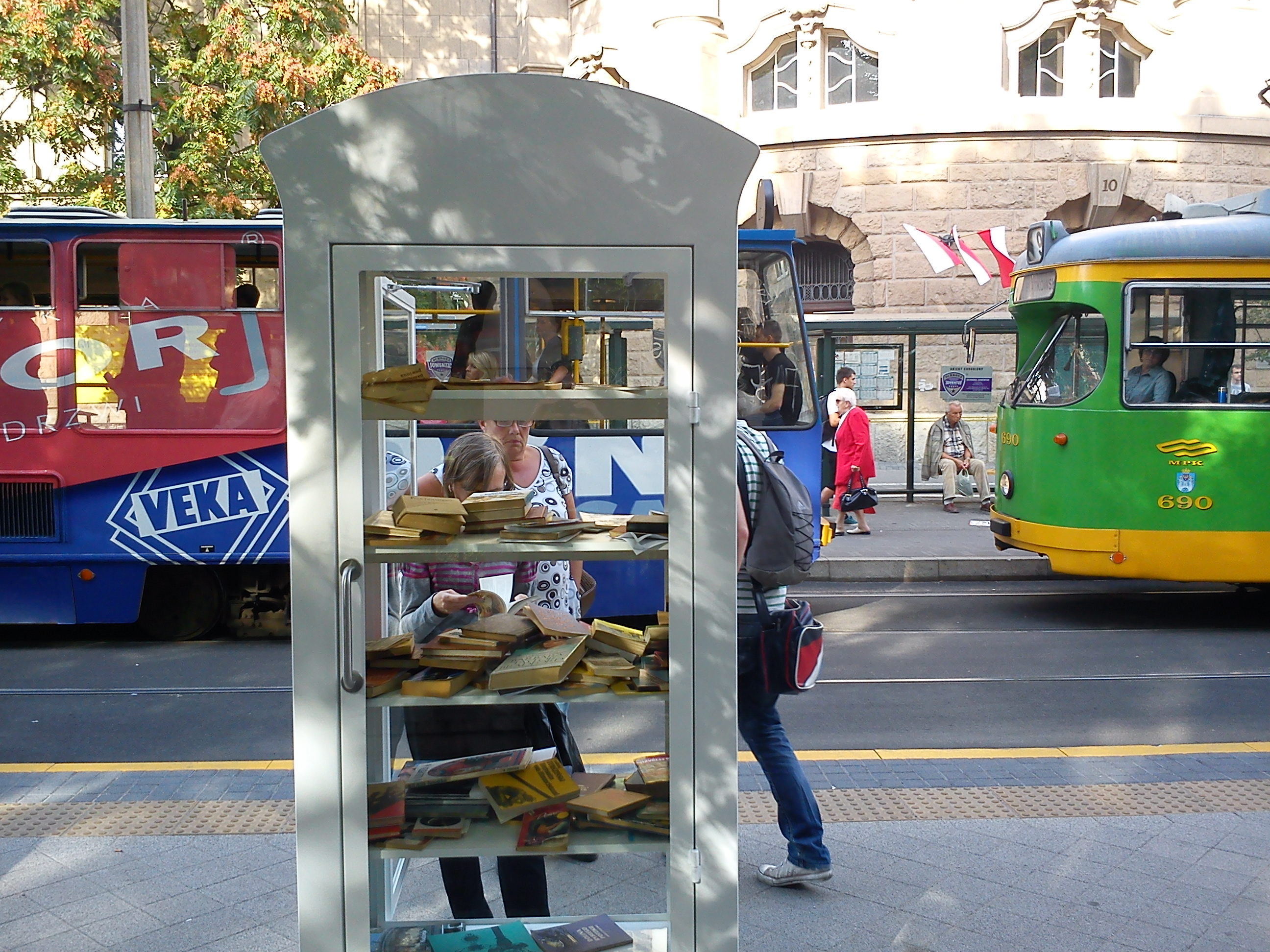
Шафка буккроссингу в Познані, один зі стелажів з безпечними поличками для книг.
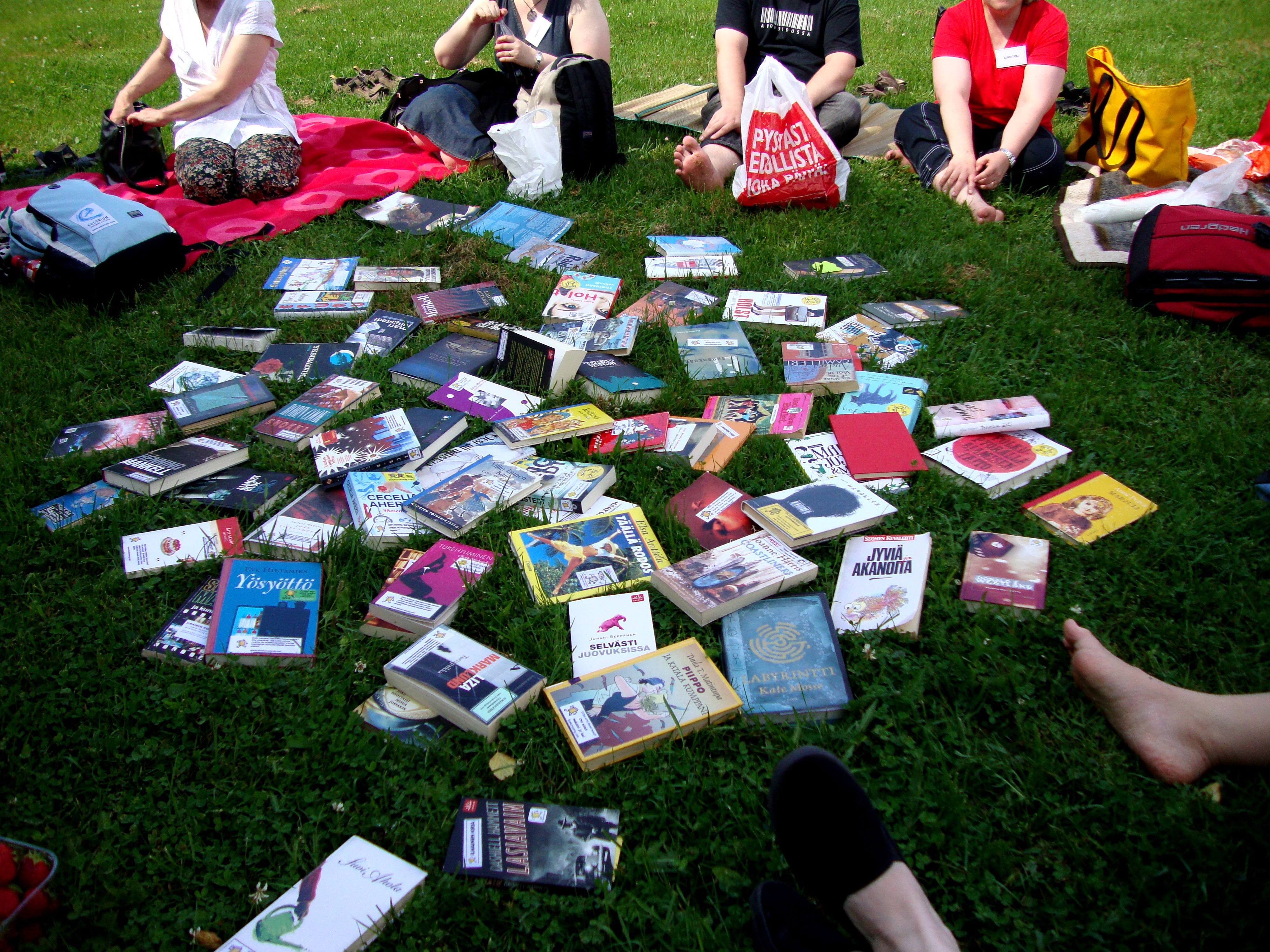
Буккроссинг-пікнік.
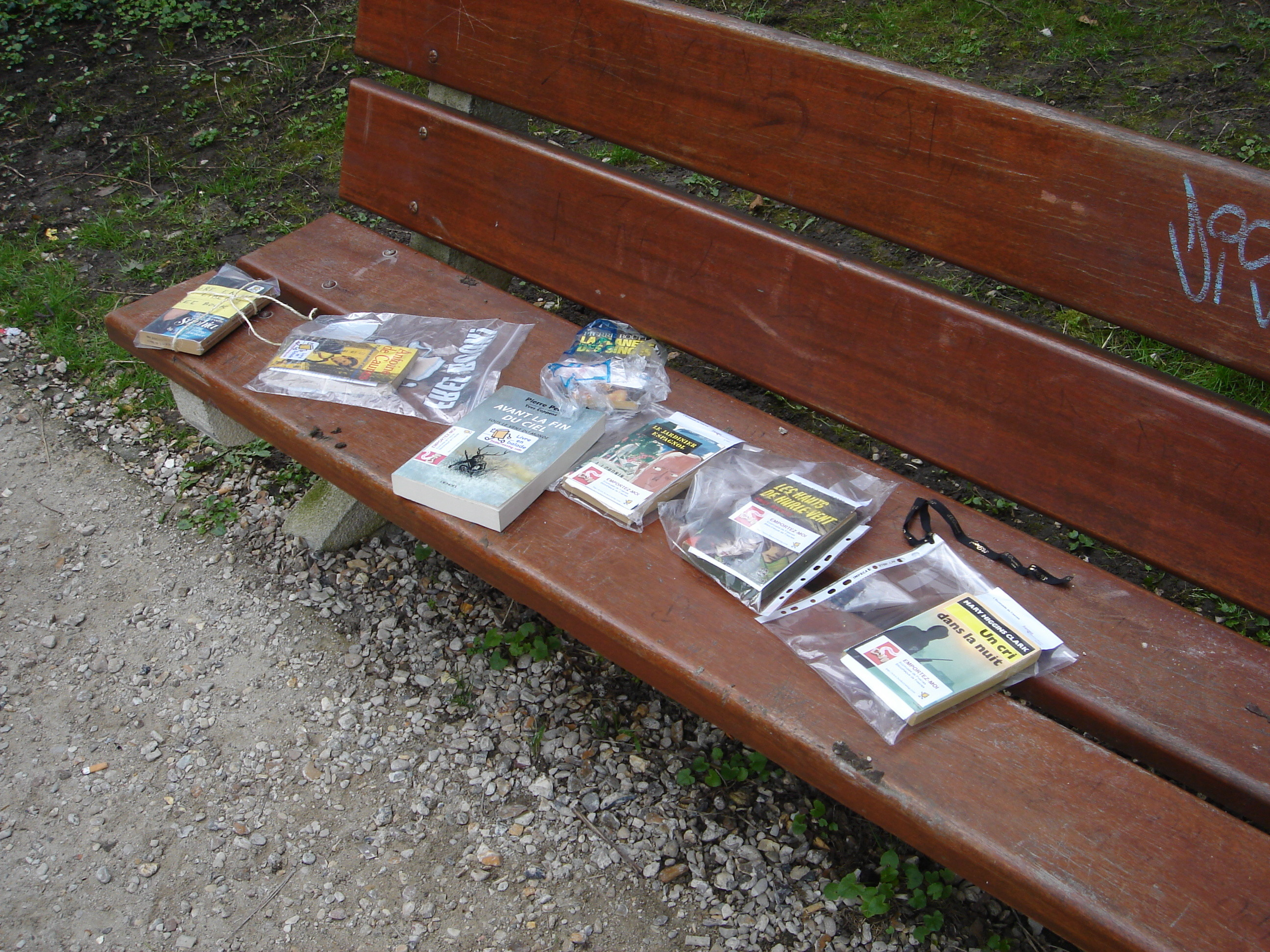
Книги звільнені у Парижі.

## Пов'язані поняття
- Громадська книжкова шафа
- Дискокроссинг — обмін дисками за принципом буккроссингу.
- Bookcrossing.Net.Ua — сайт українського буккроссингу.
- Геокешинг — «пошук скарбів» із застосуванням GPS-навігації. Часто як скарби використовують книги, суміщаючи «буккроссинг» з «геокешингом».
- Посткроссінг — надсилання одне одному листівок.
- Where’s George?[en]